# Jastrebarsko
Jastrebarsko (udtale: jâstrebarsko) er en by i storbyområdet og distriktet Zagreb med 14.486 indbyggere (31. december 2021).

## Geografi
Jastrebarsko ligger i området Prigorje i regionen Centralkroatien. Mod vest er Jastrebarsko omkranset af Žumberak-bjergene (kroatisk: Žumberačka gora), en bjergkæde, der breder sig gennem det sydøstlige Slovenien og sydvestlige Prigorje, specifikt Žumberak kommune og byen Samobor.

## History
I 1865 blev der fundet rester af en romersk bosættelse i Repišće, Klinča Sela, en landsby i Jastrebarskos kommunale område. Yderligere arkæologiske undersøgelser i slutningen af det 20. århundrede klassificerede dem som en villa rustica og en nekropolis bestående af seks tumuli, begge dateret til den tidlige Romerriget periode. Resterne anses for at være den vestligste gruppe af Noric-Pannonian tumuli, og de udgør et meget sjældent tilfælde af gravsten placeret direkte på toppen af tumuli, hvilket i resten af Kroatien kun er registreret i Donji Čehi. Placeringen af dette arkæologiske sted på flodterrasserne ved den lokale Konjava-flod tilskrives den fredelige tilstand i det centrale Romerrige, som igen førte til dannelse af bosættelser i floddalene.
Navnet Jastrebarsko er afledt af jastreb, det kroatiske ord for høg eller falk. Dette kan tilskrives udøverne af falkejagt (kroatisk: jastrebar, pl. jastrebari), som var aktive i området i det sydvestlige Zagreb distrikt. En rest af falkejagt kan også findes i Jastrebarskos våbenskjold, som har en gul duehøg på en blå sort baggrund.. Den første omtale af dette navn findes i et dokument fra 1249 af den kroatiske ban Stjepan Gutkeled som "Jastraburczas land" (latin: forenses de Jastraburcza). Byen beskrives deri som et handels- og retsligt center. I 1257 gav Kroato-ungarske Kong Bela 4. Jastrebarsko status som en "Kongelig fristad" (kroatisk: slobodno kraljevsko trgovište) markeret med en Gylden bulle.
I slutningen af det 19. og begyndelsen af det 20. århundrede var Jastrebarsko en distriktshovedstad i det tidligere Zagreb distrikt i Kongeriget Kroatien-Slavonien.
Under 2. verdenskrig var byen var stedet for en koncentrationslejr for serbiske børn drevet af myndighederne i den Uafhængige Stat Kroatien.